# Эрлаву, Луиз
Луи́з Эрлаву́ (англ. Louise Herlinveaux; род. 1963) — канадская кёрлингистка.
В составе женской сборной Канады чемпионка мира 1987. Чемпионка Канады среди женщин и среди смешанных команд.
Играла в основном на позиции третьего.

## Достижения
- Чемпионат мира по кёрлингу среди женщин: золото (1987).
- Чемпионат Канады по кёрлингу среди женщин: золото (1987), серебро (1988).
- Канадский олимпийский отбор по кёрлингу: бронза (1987).
- Чемпионат Канады по кёрлингу среди смешанных команд: золото (1985).

## Команды
| Сезон                                          | Четвёртый       | Третий      | Второй          | Первый       | Запасной                | Турниры             |
| ---------------------------------------------- | --------------- | ----------- | --------------- | ------------ | ----------------------- | ------------------- |
| 1986—87                                        | Пэт Сандерс     | Луиз Эрлаву | Джорджина Хоукс | Деб Массулло | Элейн Дагг-Джексон (ЧК) | ЧК 1987 · ЧМ 1987   |
| 1987—88                                        | Пэт Сандерс     | Луиз Эрлаву | Джорджина Хоукс | Деб Массулло | Элейн Дагг-Джексон (ЧК) | КООК 1987 · ЧК 1988 |
| Кёрлинг среди смешанных команд (mixed curling) |                 |             |                 |              |                         |                     |
| 1984—85                                        | Steve Skillings | Пэт Сандерс | Al Carlson      | Луиз Эрлаву  |                         | ЧКСК 1985           |

(скипы выделены полужирным шрифтом)